# Eddy Becker

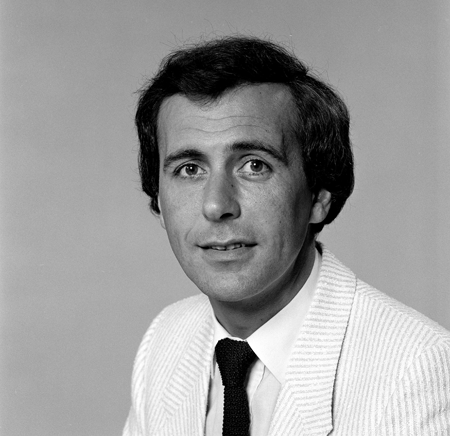
Eddy Becker in 1983

Eddy Becker (geboren als Eddy Beuker) (11 april 1947) is een Nederlands diskjockey, radio- en televisiepresentator en zanger.
Aanvankelijk wilde Becker muzikant worden. Na zijn middelbareschoolopleiding werd hij zanger en gitarist bij de band The Explosions. Een paar jaar later werd hij als invaller bassist en zanger bij Willy & His Giants. Zijn muzikale carrière werd echter niet wat hij er van verwachtte en daarom besloot hij diskjockey te worden. Hij deed ervaring op bij VARA's Popshow en in 1966 werd hij de opvolger van Veronica's nieuwslezer Harmen Siezen.
Onverwacht moest hij, wegens het ontbreken van een tape, live het ochtendprogramma Ook Goeiemorgen presenteren. Hierbij doopte Willem van Kooten hem om tot Eddy Becker, omdat dat beter rijmde met "de man met de wekker". Het bracht hem succes en hij zou dit programma bijna drie jaar lang blijven presenteren. In 1968 bracht hij ook twee singles uit: Felicidad, de roddel van de stad (een van de Nederlandse teksten op de muziek van de Spaanstalige hit La Felicidad van Digno Garcia, waarop het duo Johnny en Rijk hun carnavalshit Pa wil niet in bad maakten) en M'n tante, die weet van wanten. De eerste behaalde de derde plaats in de Veronica Top 40, de tweede flopte. Later presenteerde hij, dikwijls samen met Rob Out, nog vele programma's voor Radio Veronica.
Op 1 mei 1969 maakte hij de stap naar de publieke oproep, aanvankelijk eerst weer bij de VARA, maar een jaar later stapte hij over naar de NCRV. Van 1970 tot 1988 maakte hij diverse muzikale televisieshows als Kwistig met muziek, Eddy, Ready, Go! en de Eddy GoRound Show. In de televisieshows ontving hij internationale sterren als Cliff Richard en ABBA. Bij de NOS-radio werkte hij in 1970 en 1972 mee aan de eerste edities van Radio Tour de France en was hij in 1971 een van de presentatoren van de jaarlijst van de Daverende Dertig. Via Radio Gooiland en Holland FM keerde hij in 2001 terug naar het 'oldies'-station Radio 192.
Na een mislukte poging een nostalgisch tijdschrift (Flashback) op te zetten, wat hem binnen twee jaar financieel aan de rand van de afgrond bracht, houdt hij zich tegenwoordig weer alleen bezig met presenteren. Hij is regelmatig gastpresentator bij regionale omroepen als bijvoorbeeld Radio Gelderland en Radio 5, en werkt freelance bij het ANP.